# 阚爽
阚爽（?—?），高昌郡（今新疆吐鲁番）望族，漢族人。北凉末期对边疆的控制力减弱。435年，阚爽在柔然帮助下占据高昌，自任高昌太守，宣布脱离北凉统治。442年四月，沮渠无讳率北凉残部西迁鄯善。这时伊吾的西凉残部唐契进犯高昌，阚爽向沮渠无讳求救。八月，沮渠无讳至高昌，唐契已被柔然所杀，他闭门拒守。九月，沮渠无讳攻占高昌，建立高昌北凉，阚爽逃往柔然，后来建立阚氏高昌的阚伯周，就是阚爽的族人。